# Desertoniscus zenkevitschi
Desertoniscus zenkevitschi är en kräftdjursart som beskrevs av Bortuzkii 1945. Desertoniscus zenkevitschi ingår i släktet Desertoniscus och familjen Trachelipodidae. Inga underarter finns listade i Catalogue of Life.